# Bergön, Åland
Bergön med Hemören är en ö i på Åland (Finland). Det ligger i Skärgårdshavet och i kommunen Saltvik, i en exklav på gränsen mellan kommunerna Sund och Vårdö, i landskapet Åland, i den sydvästra delen av landet. Ön ligger omkring 30 kilometer nordöst om Mariehamn och omkring 260 kilometer väster om Helsingfors.
Bergön har Östra ören i norr, Börsskär och Äskholmen i öster, Risholm i söder och fasta Åland i väster.
Öns area är 43,2 hektar och dess största längd är 1,4 kilometer i nord-sydlig riktning.  Terrängen består av hällmarksskog med inslag av blåbärsgranskog och blandskog. Den södra delen av ön är platt och består av igenväxt ängsmark. På öns östra sidan har skäret Hemören växt ihop med Bergön och bildat den skyddade viken Fladan. Här finns nio byggnader varav tre är bostadshus. Ytterligare två byggnader finns på den södra udden.

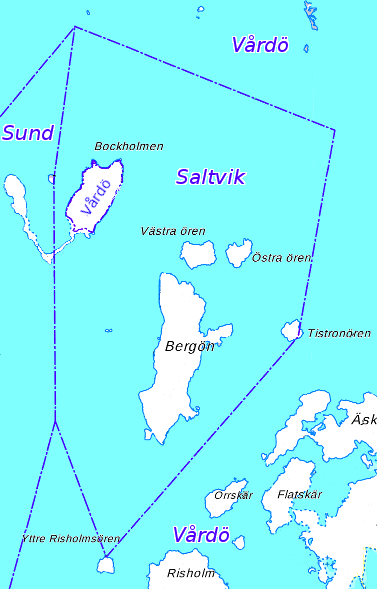
Bergön ligger tillsammans med Västra och Östra ören samt Tistronören i en exklav av Saltviks kommun inklämd mellan Sunds och Vårdö kommuner. Bockholmen utgör en egen enklav som tillhör Vårdö.